# Sea Lion I (schip, 1960)
De Sea Lion I was een kraanschip en pijpenlegger dat in 1960 bij Mitsubishi Heavy Industries als ertstanker Vendelsö werd gebouwd voor het Zweedse Rederi AB Rex.
In 1967 werd Rex overgenomen door Salén die het schip Sea Swallow noemde. In 1974 werd het schip gekocht door de Nederlandse Maatschappij voor Werken Buitengaats (Netherlands Offshore Company, NOC) die het liet ombouwen tot kraanschip en pijpenlegger bij Wilton-Fijenoord. Het schip werd verbreed om zo de stabiliteit te verbeteren. Bij de RDM werd een kraan geplaatst van 2000 shortton van American Hoist. Het schip werd in 1976 opgeleverd en omgedoopt naar Sea Lion I.
De positie van de kraan op het achterschip met daarachter de accommodatie maakte het onmogelijk om een zware hijs uit te voeren over het achterschip, wat de toepassingen beperkte, aangezien dwarsscheepse stabiliteit bij schepen kleiner is dan langsscheepse stabiliteit.
In september 1979 werd overeengekomen dat McDermott via Oceanic Contractors het materiaal van NOC overnam. McDermott bracht de Sea Lion I in bij de joint-venture Construcciones Maritimas Mexicanas met Protexa dat het schip in 1981 overnam en omdoopte in Huasteco.